# Kanton Saint-François
Der Kanton Saint-François ist ein Wahlkreis im französischen Département Guadeloupe im Arrondissement Pointe-à-Pitre. 

## Gemeinden
Der Kanton besteht aus drei Gemeinden und Gemeindeteilen mit insgesamt 18.379 Einwohnern (Stand: 1. Januar 2022) auf einer Gesamtfläche von 88,98 km²:
| Gemeinde              | Einwohner 1. Januar 2022 | Fläche km² | Dichte Einw./km² | Code INSEE | Postleitzahl |
| --------------------- | ------------------------ | ---------- | ---------------- | ---------- | ------------ |
| La Désirade           | 1.349                    | 21,12      | 64               | 97110      | 97127        |
| Sainte-Anne           | 3.781                    | 6,86       | 551              | 97128      | 97118        |
| Saint-François        | 13.249                   | 61,00      | 217              | 97125      | 97118        |
| Kanton Saint-François | 18.379                   | 88,98      | 207              | 97116      | –            |

1. ↑   Nur der südöstliche Teil der Gemeinde, der Rest gehört zum Kanton Sainte-Anne.